# Grimmiales
Grimmiales er en orden af mosser med tre familier.
| Familier |

- Grimmiaceae
- Ptychomitriaceae
- Seligeriaceae